# Jeheonjeol

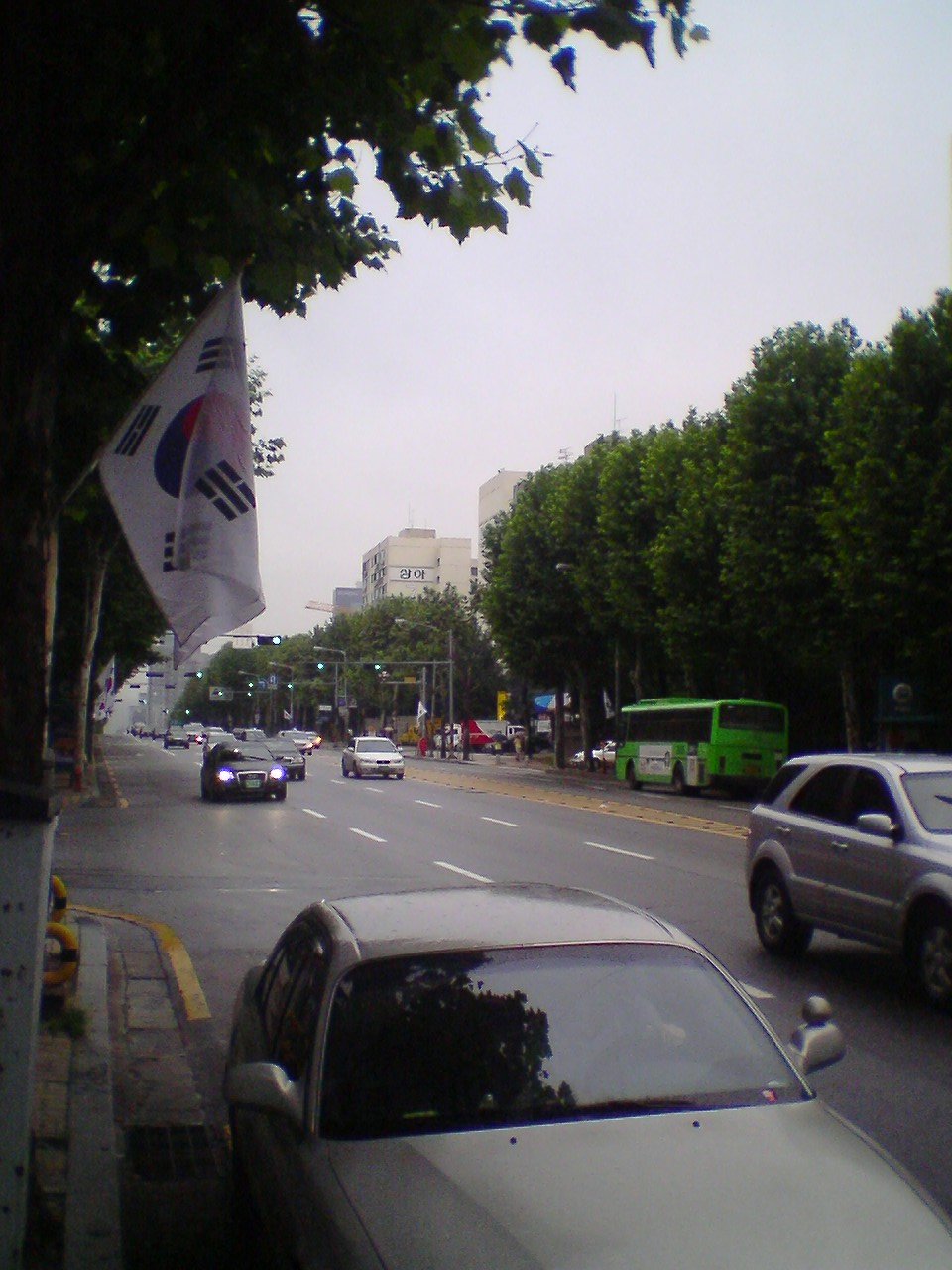
Une rue de Séoul le 17 juillet 2006.

Jeheonjeol (en coréen : 제헌절) ou jour de la Constitution est une fête nationale en Corée du Sud. Elle est célébrée chaque 17 juillet pour commémorer la proclamation de la République de Corée le 17 juillet 1948 après la séparation de la Corée du Nord. Cette date a été choisie délibérément pour qu'elle corresponde à la date de la fondation de Joseon avec le roi Taejo.

## Mise en place
Bien que la péninsule coréenne ait été libérée de la domination impérialiste japonaise par les Alliés à la fin de la Seconde Guerre mondiale le 15 août 1945, elle se trouve au beau milieu d'une lutte de pouvoir entre l'Union soviétique et les États-Unis pendant la Guerre froide. Il faut attendre jusqu'en 1948 pour qu'une élection démocratique des membres de l'Assemblée nationale se déroule en Corée du Sud. Les membres de l’assemblée élue se sont mis en tête de créer une constitution et ont opté pour un système présidentiel et monocaméral. La constitution a été officiellement adoptée et promulguée par le président sud-coréen Syngman Rhee le 17 juillet 1948,.

## Histoire
La Constitution a été proclamée fête du 1er octobre 1949 en tant que fête nationale sud-coréenne avec la promulgation de la loi sur la fête nationale. Une cérémonie commémorative a lieu avec le président, le président de l'Assemblée nationale, le président de la Cour suprême et les membres de l'assemblée constitutionnelle initialement présents, et des citoyens accrochent le drapeau national en commémoration. Des activités spéciales telles que des marathons sont souvent organisées.
Depuis 2008, la Journée de la Constitution en Corée du Sud n'est plus un jour férié « sans travail », à la suite de la restructuration des lois relatives au secteur public prévoyant une semaine de travail de 40 heures,. C'est toujours un jour férié national pour la commémoration.